# Otomantis casaica
Otomantis casaica es una especie de mantis de la familia Hymenopodidae.

## Distribución geográfica
Se encuentra en el  Congo.